# Holden (constructeur automobile)
Pour les articles homonymes, voir Holden.
GM Holden Limited company est une marque australienne, anciennement constructeur automobile, basée à Port Melbourne, Victoria. La société démarre en tant que fabricant de sellerie en 1856. En 1908, elle change d'activité et entre dans le domaine automobile, avant de devenir une filiale du groupe américain General Motors en 1931 ; elle fut renommée à cette occasion « General Motors-Holden's LTD ».  Elle prit ensuite le nom de « Holden LTD » en 1998 et son nom actuel en 2005.
Début 2020, General Motors a annoncé la disparition d'Holden pour 2021, marque qui n'exerçait plus qu'une activité d'import de véhicules GM rebadgés depuis 2017. 
En juillet 2015, Mark Bernhard remplace Michael Devereux à la direction de Holden.

## Historique
Holden est à l'origine un fabricant de sellerie. En 1908, l'entreprise change d'activité et entre dans le domaine automobile, avant de devenir une filiale de General Motors en 1931. Le constructeur prend en charge l'exploitation de véhicules GM en Australasie. Il a détenu partiellement GM Daewoo de 2002 à 2009. 
Il propose un large éventail de véhicules produits localement, complété par des modèles importés GM. Par le passé Holden a commercialisé des véhicules d'ingénierie Nissan, Suzuki, Toyota et Isuzu rebadgés dans le cadre de partenariats avec GM Daewoo Korea.  
Aujourd'hui, la gamme Holden est constituée de modèles Opel et Chevrolet, marques non disponibles en Australie. 
Bien que la participation de Holden dans les exportations ne cesse de fluctuer depuis les années 1950, la baisse récente des ventes de grande voitures en Australie conduit l'entreprise à se tourner vers les marchés internationaux pour augmenter sa rentabilité.
2017 : La berline Commodore, qui était une voiture dessinée en Australie, va être remplacée par une Opel Insignia rebadgée (une opération effectuée avant le rachat de la branche allemande de GM par le groupe français PSA).
Le 20 octobre 2017, Holden annonce l’arrêt de la production et la fermeture de ses usines.
Le 17 février 2020, General Motors annonce la disparition de la marque Holden et la fin de toutes ses activités en 2021.

## Usines de fabrication
Tous les véhicules Holden construits en Australie sont fabriqués à Elizabeth en Australie-Méridionale, et les moteurs sont fabriqués à l'usine de Fishermans Bend à Port Melbourne, Victoria. Historiquement, les usines de production ou d'assemblage ont opéré dans tous les États du continent Australien, ainsi qu'en Nouvelle-Zélande avec sa filiale GM Holden New Zealand qui y exploita une usine jusqu'en 1990. La consolidation de la production automobile à Elizabeth a été achevée en 1988, mais certaines opérations de montage ont continué à Dandenong jusqu'en 1996.
Le 10 décembre 2013, General Motors a annoncé que Holden cesserait la fabrication de moteurs et de véhicules en Australie à la fin de 2017. Par conséquent, 2 900 emplois seraient supprimés sur quatre ans. Après 2017, la présence de Holden en Australie devrait se réduire aux concessionnaires, à un centre de distribution de pièces d'origine et à un studio de design mondial pour le développement de futurs modèles.
Depuis 2015, Holden a commencé à vendre une gamme de voitures dérivées de la marque allemande Opel comprenant l'Astra, l'Insignia (basées sur les modèles OPC) ainsi que la Cascada. Plus tard, Holden a également annoncé des plans d'importation de la Cruze fabriquée en Corée du Sud à partir de 2017.
En décembre 2015, l'entrepreneur belge Guido Dumarey a entamé des négociations pour l'achat de l'usine de fabrication de Commodore en Australie-Méridionale, afin de continuer à produire une gamme de véhicules pour la vente locale et à l'exportation. La proposition a été accueillie par GM mais n'a pas été jugée sérieuse et fut rejetée.
La dernière usine automobile du pays ferme ses portes le 20 octobre 2017. Le symbole est fort, car c'est un site du constructeur national Holden, à Elizabeth situé au nord d'Adélaïde. La dernière auto sortie des chaînes (à 10h45 heure locale) était une Commodore, de couleur rouge.

## Modèles

### Modèles de 1948 à 2013
- Holden FX 48 (1948)
- Holden FX 215 (1948)
- Holden FJ (1953)
- Holden FE (1956)
- Holden Torana (1969)
- Holden HT (1969)
- Holden HG (1969)
- Holden HQ (1969)
- Holden Monaro (1969)
- Holden HZ (1977)
- Holden Gemini (1977)
- Holden Commodore (1978)
- Holden Camira (1982)
- Holden Barina (1987)
- Holden Nova (1989)
- Holden Apollo (1989)
- Holden Calibra (1989)
- Holden Kingswood
- Holden Astra
- Holden Zafira
- Holden Viva (2006)
- Holden WM (2006)
- Holden Epica (2007)
- Holden Belmont
- Holden Caprice
- Holden Captiva
- Holden Efijy
- Holden Jackaroo
- Holden Panel
- Holden Shuttle
- Holden Sandman
- Holden 1-Tonner
- Holden Premier

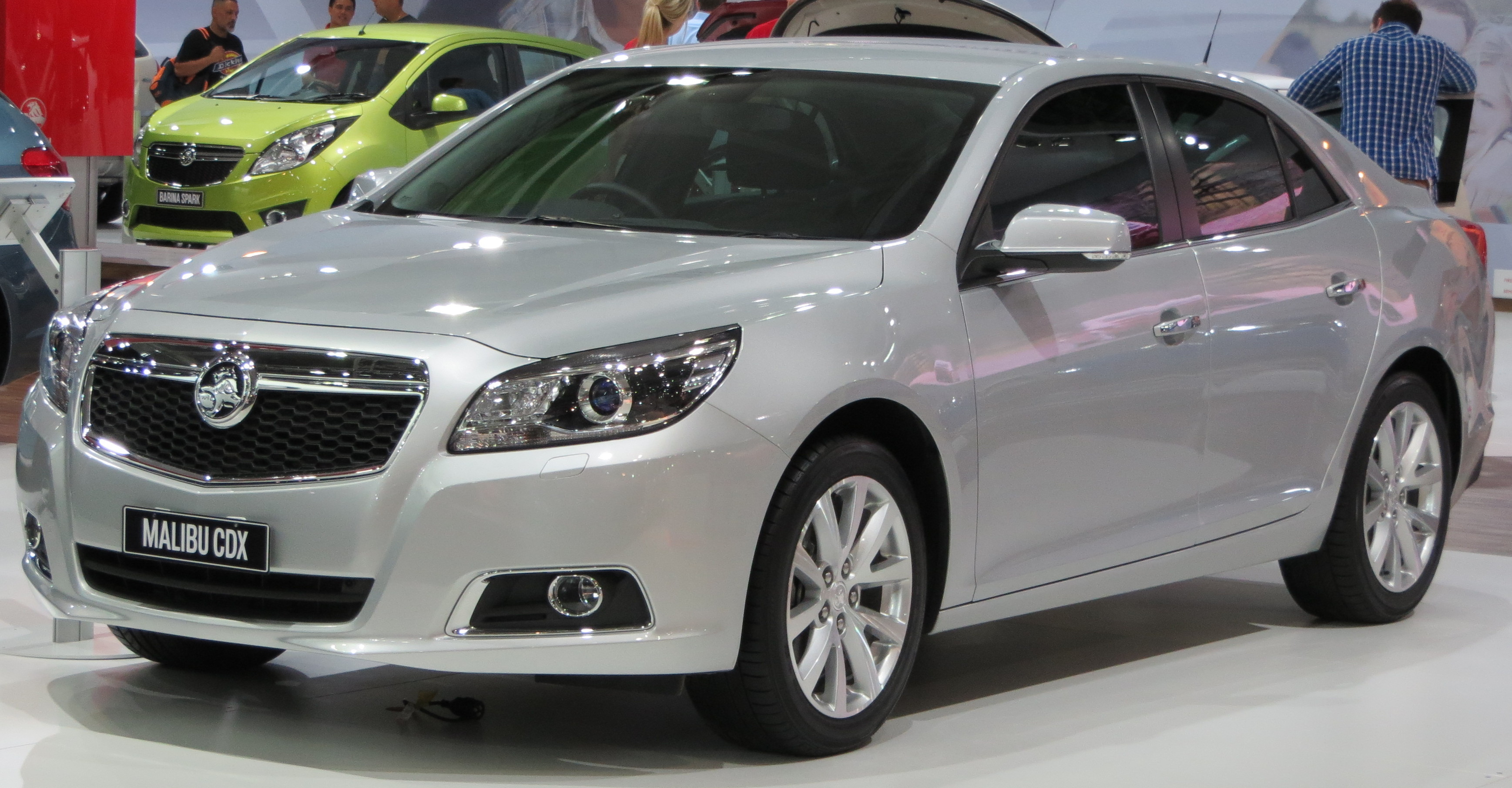
Une Holden Malibu (2012).

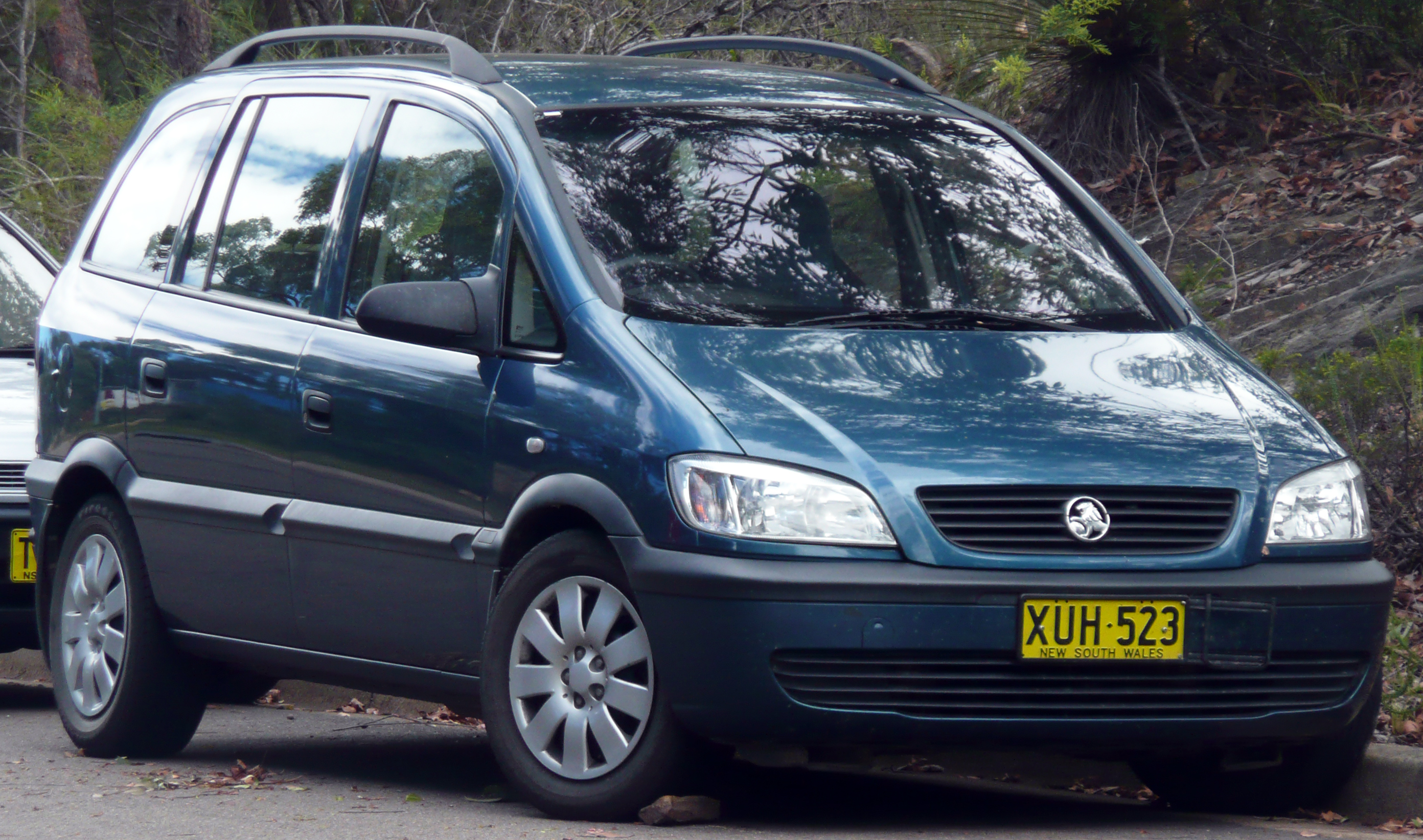
Une Holden Zafira de 2003.

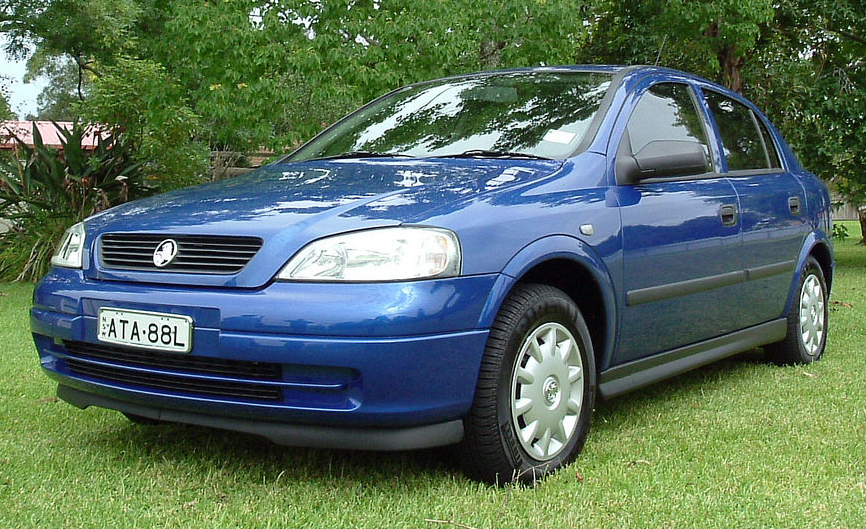
Une Holden Astra (1998).

- Holden Brougham (sur laquelle a été basée la première série de la Chevrolet Constantia)
- Holden Statesman (sur laquelle ont été basées les deux autres séries de la Chevrolet Constantia)
- Holden Cruze
- Holden Vectra
- Holden Suburban
- Holden Rodeo
- Holden Sunbird
- Holden Combo
- Holden Calais

## Compétition
La marque participe au championnat australien V8 Supercars avec le modèle Commodore.

## Modèles haute performances: Holden Special Vehicle (HSV)
À l'instar de constructeurs allemands comme Mercedes-Benz via AMG, Holden propose des versions sur-vitaminées de ses modèles via HSV (pour Holden Special Vehicles), son préparateur officiel.

### HSV Maloo
Depuis 1990, Holden propose une version musclée de son utilitaire, l'Ute, avec la Maloo. En 2016, Holden Special Vehicle (HSV), la division performances de Holden, proposait sur le sol australien une série spéciale de la Maloo, la GTS Maloo. La Maloo a toujours eu droit au V8 d'origine General Motors, et pour cette version GTS ultra limitée (seulement 250 exemplaires produits), le constructeur australien a mis les petits plats dans les grands. 
Le Maloo (qui signifie tonnerre en aborigène) GTS abrite le V8 6.2 compressé que l'on pouvait notamment trouver sous le capot de la Chevrolet Corvette ZL1. Avec 580 ch et 740 N m de couple, il donne des ailes à la Maloo qui est rentré dans le livre des records en étant le pickup le plus rapide du monde avec une vitesse enregistrée à plus de 270 km/h (mieux qu'un Dodge Ram SRT10).

## Dirigeants
- Edward Holden (1917–1934)
- Laurence Hartnett (1934–1946)
- Harold E. Bettle (1946–1953)
- Earl C. Daum (1953–1959)
- Harlow C. Gage (1959–1962)
- David L. Heglund (1962–1966)
- Max C. Wilson (1966–1968)
- Alexander D. Rhea (1968–1970)
- A. C. "Bill" Gibbs (1970–1973)
- Damon Martin (1973–1976)
- Charles S. "Chuck" Chapman (1976–1987)
- John G. Bagshaw (1987–1990)
- William J. Hamel (1990–1997)
- James R. Wiemels (1997–1999)
- Peter Hanenberger (1999–2003)
- Denny Mooney (2003–2007)
- Chris Gubbey (2007–2008)
- Mark Reuss (2008–2009)
- Alan Batey (2009–2010)
- Michael Devereux (2010–2014)
- Gerry Dorizas (2014–2014)
- Jeff Rolfs (Interim chairman and managing director) (2014–2015)
- Mark Bernhard (2015–présent)